# Tegendraads
Tegendraads is een Nederlandse historische dramafilm uit 2024 geregisseerd door Ben Sombogaart. De film is gebaseerd op de spaghettirellen in 1961 en ging op 4 november 2024 in première.

## Verhaal
De film speelt zich af in de Twentse textielindustrie van begin jaren 60 en volgt de jonge ambitieuze arbeidster Johanna, die ondanks de gebruikelijke maatschappelijke verhoudingen van destijds hoger op wil komen. Wanneer ook de eerste gastarbeiders uit Italië naar Twente komen zorgt dit voor groeiende spanning die uiteindelijk leiden tot de spaghettirellen van begin september 1961. Johanna bevindt zich samen met haar nieuwe liefde Francesco in het oog van de storm.

## Rolverdeling
| acteur              | personage         |
| ------------------- | ----------------- |
| Emma Josten         | Johanna           |
| Mehdi Meskar        | Francesco         |
| Holly Mae Brood     | Esmee             |
| Barbara Sloesen     | Aleid             |
| Joep Paddenburg     | Andries           |
| Joshua Albano       | Matteo            |
| Ilse Dorine         | Lena              |
| Len Leo Vincent     | Wolter            |
| Peter Bolhuis       | Arent Brinks      |
| Mike Reus           | Henk Borghuis     |
| Dimme Treurniet     | Boerrigter        |
| Giovanni Scotti     | Alberto           |
| Francesco d'Aquino  | Alessandro        |
| Bart Harder         | Geert             |
| Nick Golterman      | Herman            |
| Roos Bottinga       | Ditteke           |
| Juul Vrijdag        | hospita           |
| Blanka Rietbergen   | Mina              |
| Hanneke Riemer      | mevrouw Schneider |
| Peter van Heeringen | Mensink           |
| Mikky Dijkstra      | Jennigje          |
| Finn Poncin         | vader van Lena    |
| Annemarie Feltmann  | moeder van Lena   |

## Achtergrond
De film werd geregisseerd door Ben Sombogaart en geproduceerd door Ingmar Menning en Johan Nijenhuis namens productiebedrijf Nijenhuis & Co. Het scenario van de film werd geschreven door Jacqueline Epskamp en is gebaseerd op de spaghettirellen die plaatsvonden in Twente in 1961. De opnamen van de film gingen in april 2023 van start; er werd hoofdzakelijk gedraaid in Twente en in het Engelse Lancashire bij het monumentale Queen Street Mill Textile Museum, waarbij de laatste negentiende-eeuwse stoomweverij moest doorgaan voor een Twentse weverij. De muziek van de film werd gecomponeerd door Merlijn Snitker en daarbij werd de titelsong verzorgd door Ilse DeLange met het nummer This Isn't Really Love. Hoofdrollen in de film waren weggelegd voor onder anderen Emma Josten, Mehdi Meskar, Holly Mae Brood en Barbara Sloesen.
Op 10 oktober 2024 werden de eerste bewegende beelden van de film gedeeld in de vorm van een trailer. Tegendraads ging op 4 november 2024 in het Koninklijk Theater Tuschinski in Amsterdam in première voor pers en genodigden. Tien dagen later, op 14 november 2024, werd de film voor het grote publiek in de bioscopen uitgebracht.